# Драгомир Вукадинович
Драгомир Вукадинович (на сръбски: Драгомир Вукадиновић) е политик от Кралството на сърби, хървати и словенци, кмет на град Куманово.

## Биография
По професия е търговец и бакалин. Градоначалник е на Куманово от 22 октомври 1937 година до 22 февруари 1939 година. При неговия мандат се провеждат парламентарните избори в 1938 година и е време на интензивна комунистическата активност в Куманово.